# Log Horizon
Log Horizon (ログ・ホライズン, Rogu Horaizun) és una sèrie de novel·la lleugera japonesa escrita per Mamare Touno. La sèrie va ser publicada inicialment en e-book al lloc web Shōsetsuka ni Narō el 2010 i posteriorment va ser publicada en paper per Enterbrain des de març del 2011.
La novel·la ha rebut quatre adaptacions al manga, una basada en la història principal i les altres tres que giren al voltant dels personatges de la sèrie. Una adaptació a l'anime es va emetre per la cadena televisiva NHK-E entre el 5 d'octubre de 2013 i el 22 de març de 2014. En l'últim episodi de la primera temporada de l'anime es va anunciar que la segona temporada del mateix començaria la seva emissió a l'octubre de 2014. Després de 5 anys de la finalització de la segona temporada, NHK va confirmar la tercera temporada que es titulava “Log Horizon: Entaku Houkai” la qual es va estrenar l'octubre del 2020, però degut a la pandèmia del COVID-19, la temporada es va retardar fins al gener del 2021. Aquesta temporada es va emetre entre el 13 de gener fins al 31 de març de 2021.

## Argument
Amb 20 anys d'existència, el joc de MMORPG Elder Tale (エルダー・テイル, Erudā Teiru) s'ha convertit en un èxit mundial, amb una base d'usuaris de milions de jugadors. No obstant això, durant el llançament de l'expansió del videojoc número dotze, anomenada Novasphere Pioneers (ノウアスフィアの開墾, Nōasufia no Kaikon, alt. Colonitzant la noosfera), 30.000 jugadors japonesos que estaven iniciant sessió en el moment de l'actualització, de sobte es troben transportats al món del joc virtual i lluent els seus avatars del joc. 
Enmig d'aquest esdeveniment, un jugador anomenat Shiroe, juntament amb els seus amics, Naotsugu i Akatsuki, decideixen formar un equip per poder fer front als reptes i obstacles d'aquest nou món, que desafortunadament s'ha convertit en la seva realitat.

## Mitjans

### Manga
La sèrie de novel·les ha rebut quatre adaptacions en manga, totes escrites per Mamare Touno.
La primera adaptació és il·lustrada per Motoya Matsu i titulada Log Horizon Gaiden: Honey Moon Logs. La seva publicació va començar el 27 de gener de 2012 i es l'empresa ASCII Media Works qui realitza la publicació a la revista Dengeki Daioh.
La segona adaptació va ser il·lustrada per Kazuhiro Hara i titulada Log Horizon. Es va iniciar el projecte el 18 de maig de 2012 i es va publicar per Enterbrain a la revista web Famitsu Comic Clear.
La tercera adaptació va ser il·lustrada per Koyuki i titulada Log Horizon: The West Wind Brigade. Va començar la seva publicació el 9 de juliol de 2012 i va finalitzar el 9 de març de 2018, es va publicar per Fujimi Shobo a la revista Age Premium.
La quarta adaptació va ser il·lustrada per Sōchū i titulat Log Horizon Gaiden: Nyanta-honcho Shiawase no Recipe va començar la seva publicació el 21 de desembre de 2012, va acabar el 31 de març de 2018 i es va publicar per Enterbrain a la revista Comic B's LOG i recollida en sis volums. Un manga titulat Log Horizon: Kanami, Go! East! il·lustrat per Kou va ser serialitzat a Comic B's LOG des de l'1 d'octubre de 2015 fins a l'1 de desembre de 2016, i recollit en dos volums.

### Anime
Una adaptació en anime de 25 episodis produïda per Satelight es va emetre a NHK Educational TV del 5 d'octubre de 2013 al 22 de març de 2014. La sèrie va ser retransmesa online per Crunchyroll.
Una segona temporada de 25 episodis produïda per Studio Deen es va emetre del 4 d'octubre de 2014 al 28 de març de 2015.
Una tercera temporada de 12 episodis titulada Log Horizon: Entaku Houkai es va emetre del 13 de gener de 2021 al 1 de maig de 2021 i va ser produïda per Studio Deen i KADOKAWA.